# I liga argentyńska w piłce nożnej (1965)
Mistrzem Argentyny w roku 1965 został klub Boca Juniors, a wicemistrzem Argentyny klub River Plate.
Nikt nie spadł do drugiej ligi, natomiast z drugiej ligi do pierwszej awansowały dwa kluby – CA Colón i CA Argentino de Quilmes. Pierwsza liga została powiększona z 18 do 20 klubów.
Do Copa Libertadores 1966 zakwalifikowały się następujące kluby:
- Boca Juniors (mistrz Argentyny)
- River Plate (wicemistrz Argentyny)

## Primera Divisón

### Kolejka 1
| Data             | Mecz |
| ---------------- | --- |
| 18 kwietnia 1965 | Newell’s Old Boys – CA Banfield 1:1 Zucca – Raffo mecz rozegrany został na stadionie klubu Central Córdoba         |
| 18 kwietnia 1965 | Club Atlético Lanús – Gimnasia y Esgrima La Plata 0:1 Restivo                                                      |
| 18 kwietnia 1965 | Racing Club de Avellaneda – Chacarita Juniors 1:1 Cáceres – Vidal s                                                |
| 18 kwietnia 1965 | Ferro Carril Oeste – River Plate 3:1 Garabal(2), Berón – Cubilla                                                   |
| 18 kwietnia 1965 | Argentinos Juniors – San Lorenzo de Almagro 1:1 Ulrich – Albretch mecz rozegrany został na stadionie klubu Atlanta |
| 18 kwietnia 1965 | CA Huracán – Atlanta Buenos Aires 3:1 Loayza, Horster, Clariá s – Zarich                                           |
| 18 kwietnia 1965 | Boca Juniors – CA Vélez Sarsfield 1:1 Pianetti – Carone                                                            |
| 18 kwietnia 1965 | CA Platense – Independiente 1:0 Gennoni mecz rozegrany został na stadionie klubu River Plate                       |
| 18 kwietnia 1965 | Estudiantes La Plata – Rosario Central 0:2 Borgogno, Manfredi                                                      |

### Kolejka 2
| Data             | Mecz                                                                             |
| ---------------- | -------------------------------------------------------------------------------- |
| 25 kwietnia 1965 | CA Banfield – Estudiantes La Plata 3:2 Zárate(2), Raffo – Verón(2)               |
| 25 kwietnia 1965 | Rosario Central – CA Platense 2:0 Juárez, Borbogno                               |
| 25 kwietnia 1965 | Independiente – Boca Juniors 1:1 M.Rodríguez – A.Rojas                           |
| 25 kwietnia 1965 | CA Vélez Sarsfield – CA Huracán 2:1 Willington, Carone – Loayza                  |
| 25 kwietnia 1965 | Atlanta Buenos Aires – Argentinos Juniors 1:3 Zarich – Ulrich(2), Malleo         |
| 25 kwietnia 1965 | San Lorenzo de Almagro – Ferro Carril Oeste 0:0                                  |
| 25 kwietnia 1965 | River Plate – Racing Club de Avellaneda 3:0 Matosas, Lallana, Sarnari            |
| 25 kwietnia 1965 | Chacarita Juniors – Club Atlético Lanús 2:1 Biaggio, Rambert – Ferro s           |
| 25 kwietnia 1965 | Gimnasia y Esgrima La Plata – Newell’s Old Boys 1:2 Galeano – Zucca, E.Rodríguez |

### Kolejka 3
| Data             | Mecz                                                                                           |
| ---------------- | ---------------------------------------------------------------------------------------------- |
| 28 kwietnia 1965 | Boca Juniors – Rosario Central 2:1 A.C.Rojas, A.Rojas – Mesiano                                |
| 28 kwietnia 1965 | CA Platense – Estudiantes La Plata 0:1 Flores mecz rozegrany został na stadionie klubu Atlanta |
| 29 kwietnia 1965 | Gimnasia y Esgrima La Plata – CA Banfield 0:1 Zárate                                           |
| 29 kwietnia 1965 | Newell’s Old Boys – Chacarita Juniors 1:1 Cardoso – Nardiello                                  |
| 29 kwietnia 1965 | Club Atlético Lanús – River Plate 1:0 Parenti mecz rozegrany został na stadionie klubu Atlanta |
| 29 kwietnia 1965 | Racing Club de Avellaneda – San Lorenzo de Almagro 3:1 Castillo(2), Ferreyra – Carotti         |
| 29 kwietnia 1965 | Ferro Carril Oeste – Atlanta Buenos Aires 0:0                                                  |
| 29 kwietnia 1965 | Argentinos Juniors – CA Vélez Sarsfield 1:3 Ulrich – Willington, Carone, Curia                 |
| 29 kwietnia 1965 | CA Huracán – Independiente 1:1 Zárate – Bernao                                                 |

### Kolejka 4
| Data        | Mecz                                                                                        |
| ----------- | ------------------------------------------------------------------------------------------- |
| 2 maja 1965 | CA Banfield – CA Platense 2:0 Villano, San Lorenzo                                          |
| 2 maja 1965 | Estudiantes La Plata – Boca Juniors 2:2 Conigliaro, Verón – A.Rojas, A.C.Rojas              |
| 2 maja 1965 | Rosario Central – CA Huracán 1:1 Sasía – Viberti                                            |
| 2 maja 1965 | Independiente – Argentinos Juniors 1:2 Bernao – Benítez, Luraschi                           |
| 2 maja 1965 | CA Vélez Sarsfield – Ferro Carril Oeste 0:1 Pastorini                                       |
| 2 maja 1965 | Atlanta Buenos Aires – Racing Club de Avellaneda 3:3 Zarich(2), Luna – Castillo(2), Canadel |
| 2 maja 1965 | San Lorenzo de Almagro – Club Atlético Lanús 0:1 Acosta                                     |
| 2 maja 1965 | River Plate – Newell’s Old Boys 0:0                                                         |
| 2 maja 1965 | Chacarita Juniors – Gimnasia y Esgrima La Plata 1:2 Nardiello – Blanco s, Antonio           |

### Kolejka 5
| Data        | Mecz |
| ----------- | --- |
| 9 maja 1965 | Chacarita Juniors – CA Banfield 2:2 Nardiello, Rambert – Raffo, Villano                                               |
| 9 maja 1965 | Gimnasia y Esgrima La Plata – River Plate 1:3 Pardo – Lallana, Delem, Cubilla                                         |
| 9 maja 1965 | Newell’s Old Boys – San Lorenzo de Almagro 1:3 Belén – Albretch(2), Castiglia                                         |
| 9 maja 1965 | Club Atlético Lanús – Atlanta Buenos Aires 1:1 Silva – Luna                                                           |
| 9 maja 1965 | Racing Club de Avellaneda – CA Vélez Sarsfield 0:2 Carone, Curia                                                      |
| 9 maja 1965 | Ferro Carril Oeste – Independiente 0:0                                                                                |
| 9 maja 1965 | Argentinos Juniors – Rosario Central 2:2 Malleo, Puppo – Manfredi(2) mecz rozegrany został na stadionie klubu Atlanta |
| 9 maja 1965 | CA Huracán – Estudiantes La Plata 1:4 Zárate – Verón(2), Conigliaro                                                   |
| 9 maja 1965 | Boca Juniors – CA Platense 0:0                                                                                        |

### Kolejka 6
| Mecze 12 i 13 maja 1965                                                                                       |
| --- |
| CA Banfield – Boca Juniors 1:3 Raffo – A.C.Rojas, A.Rojas, Pianetti                                           |
| CA Platense – CA Huracán 3:1 Miranda(2), Guzmán – Horster mecz rozegrany został na stadionie klubu Atlanta    |
| Estudiantes La Plata – Argentinos Juniors 3:1 Flores(2), Conigliaro – Luraschi                                |
| Rosario Central – Ferro Carril Oeste 2:0 Juárez ,Bielli                                                       |
| Independiente – Racing Club de Avellaneda 2:2 Acevedo(2) – Rulli, Cárdenas mecz przerwany został w 65 minucie |
| CA Vélez Sarsfield – Club Atlético Lanús 1:1 Recúpero – Acosta                                                |
| Atlanta Buenos Aires – Newell’s Old Boys 2:0 Punturero, Domínguez                                             |
| San Lorenzo de Almagro – Gimnasia y Esgrima La Plata 0:1 Pardo                                                |
| River Plate – Chacarita Juniors 3:0 Lallana(2), Delem                                                         |

### Kolejka 7
| Data         | Mecz                                                                      |
| ------------ | ------------------------------------------------------------------------- |
| 16 maja 1965 | River Plate – CA Banfield 2:1 Cubilla, Mas – N.López                      |
| 16 maja 1965 | Chacarita Juniors – San Lorenzo de Almagro 0:0                            |
| 16 maja 1965 | Gimnasia y Esgrima La Plata – Atlanta Buenos Aires 0:1 Zarich             |
| 16 maja 1965 | Newell’s Old Boys – CA Vélez Sarsfield 1:1 Belén – Carone                 |
| 16 maja 1965 | Club Atlético Lanús – Independiente 1:1 Pando – Avallay                   |
| 16 maja 1965 | Racing Club de Avellaneda – Rosario Central 1:1 Rulli – Borgogno          |
| 16 maja 1965 | Ferro Carril Oeste – Estudiantes La Plata 3:0 Ribaudo, Berón, Tojo        |
| 16 maja 1965 | Argentinos Juniors – CA Platense 1:3 Ulrich – Miranda, Gennoni, Marchesse |
| 16 maja 1965 | CA Huracán – Boca Juniors 2:2 Zárate, Facundo – Pianetti(2)               |

### Kolejka 8
| Data         | Mecz                                                                                             |
| ------------ | ------------------------------------------------------------------------------------------------ |
| 22 maja 1965 | CA Banfield – CA Huracán 3:1 R.Zárate(2), Blázquez – E.Zárate                                    |
| 22 maja 1965 | Boca Juniors – Argentinos Juniors 1:1 A.C.Rojas – Benítez                                        |
| 22 maja 1965 | CA Platense – Ferro Carril Oeste 1:1 Marchesse – Tojo                                            |
| 22 maja 1965 | Estudiantes La Plata – Racing Club de Avellaneda 0:0                                             |
| 22 maja 1965 | Rosario Central – Club Atlético Lanús 2:1 Sasía, Bielli – Acosta                                 |
| 22 maja 1965 | Independiente – Newell’s Old Boys 2:0 Avallay(2)                                                 |
| 22 maja 1965 | CA Vélez Sarsfield – Gimnasia y Esgrima La Plata 5:1 Recúpero, Carone(2), A.González(2) – Pardo] |
| 22 maja 1965 | Atlanta Buenos Aires – Chacarita Juniors 0:0                                                     |
| 22 maja 1965 | San Lorenzo de Almagro – River Plate 0:3 Lallana(2), Mas                                         |

### Kolejka 9
| Data         | Mecz                                                                         |
| ------------ | ---------------------------------------------------------------------------- |
| 25 maja 1965 | San Lorenzo de Almagro – CA Banfield 0:2 Chaldú, Maidana                     |
| 25 maja 1965 | River Plate – Atlanta Buenos Aires 2:0 Mas, Cubilla                          |
| 25 maja 1965 | Chacarita Juniors – CA Vélez Sarsfield 1:1 Leeb – Recúpero                   |
| 25 maja 1965 | Gimnasia y Esgrima La Plata – Independiente 1:3 Restivo – Bernao(2), Avallay |
| 25 maja 1965 | Newell’s Old Boys – Rosario Central 1:0 Belén                                |
| 25 maja 1965 | Club Atlético Lanús – Estudiantes La Plata 2:0 De Mario, Silva               |
| 25 maja 1965 | Racing Club de Avellaneda – CA Platense 0:0                                  |
| 25 maja 1965 | Ferro Carril Oeste – Boca Juniors 3:0 Tojo(2), Ribaudo                       |
| 25 maja 1965 | Argentinos Juniors – CA Huracán 0:2 Horster(2)                               |

### Kolejka 10
| Data         | Mecz                                                                         |
| ------------ | ---------------------------------------------------------------------------- |
| 29 maja 1965 | CA Banfield – Argentinos Juniors 0:1 Luraschi                                |
| 29 maja 1965 | CA Huracán – Ferro Carril Oeste 1:1 Loayza – Garabal                         |
| 29 maja 1965 | Boca Juniors – Racing Club de Avellaneda 1:0 Marzolini                       |
| 29 maja 1965 | CA Platense – Club Atlético Lanús 0:0                                        |
| 29 maja 1965 | Estudiantes La Plata – Newell’s Old Boys 2:0 Conigliaro, Flores              |
| 29 maja 1965 | Rosario Central – Gimnasia y Esgrima La Plata 2:1 Cortés, Mesiano – Escalada |
| 29 maja 1965 | Independiente – Chacarita Juniors 0:0                                        |
| 29 maja 1965 | CA Vélez Sarsfield – River Plate 1:3 A.González – Artime(2), Cubilla         |
| 29 maja 1965 | Atlanta Buenos Aires – San Lorenzo de Almagro 0:3 Albretch, Doval(2)         |

### Kolejka 11
| Data            | Mecz                                                                                |
| --------------- | ----------------------------------------------------------------------------------- |
| 13 czerwca 1965 | Atlanta Buenos Aires – CA Banfield 0:1 Claría s                                     |
| 13 czerwca 1965 | San Lorenzo de Almagro – CA Vélez Sarsfield 2:2 Doval, Albretch – Willigton, Carone |
| 13 czerwca 1965 | River Plate – Independiente 1:1 Mas – De la Mata                                    |
| 13 czerwca 1965 | Chacarita Juniors – Rosario Central 2:0 Manilo s, Ińigo                             |
| 13 czerwca 1965 | Gimnasia y Esgrima La Plata – Estudiantes La Plata 1:1 Restivo – Flores             |
| 13 czerwca 1965 | Newell’s Old Boys – CA Platense 1:1 Zucca – Gennoni                                 |
| 13 czerwca 1965 | Club Atlético Lanús – Boca Juniors 0:1 A.Rojas                                      |
| 13 czerwca 1965 | Racing Club de Avellaneda – CA Huracán 1:3 Cuervo – Zárate, Loayza, Tito Gómez      |
| 13 czerwca 1965 | Ferro Carril Oeste – Argentinos Juniors 0:3 Puppo(2), Ulrich                        |

### Kolejka 12
| Data            | Mecz                                                                                          |
| --------------- | --------------------------------------------------------------------------------------------- |
| 17 czerwca 1965 | CA Banfield – Ferro Carril Oeste 0:1 Garabal                                                  |
| 17 czerwca 1965 | Argentinos Juniors – Racing Club de Avellaneda 1:3 R.Pérez – J.J.Rodríguez, Basile, Martinoli |
| 17 czerwca 1965 | CA Huracán – Club Atlético Lanús 2:1 Loayza, Horster – Acosta                                 |
| 17 czerwca 1965 | Boca Juniors – Newell’s Old Boys 2:2 Pianetti, A.C.Rojas – Cardoso(2)                         |
| 17 czerwca 1965 | CA Platense – Gimnasia y Esgrima La Plata 1:2 Guzmán – Guagliardi, Ciaccia                    |
| 17 czerwca 1965 | Estudiantes La Plata – Chacarita Juniors 3:1 Flores(3) – Rambert                              |
| 17 czerwca 1965 | Rosario Central – River Plate 0:2 Delem, Lallana                                              |
| 17 czerwca 1965 | Independiente – San Lorenzo de Almagro 0:0 mecz rozegrany został na stadionie klubu Racing    |
| 17 czerwca 1965 | CA Vélez Sarsfield – Atlanta Buenos Aires 3:1 Carone(2), Subiat – Luna                        |

### Kolejka 13
| Data            | Mecz                                                                      |
| --------------- | ------------------------------------------------------------------------- |
| 20 czerwca 1965 | CA Vélez Sarsfield – CA Banfield 3:1 Carone(2), Willington – Bayo         |
| 20 czerwca 1965 | Atlanta Buenos Aires – Independiente 0:0                                  |
| 20 czerwca 1965 | San Lorenzo de Almagro – Rosario Central 3:0 Rendo, Veira, Doval          |
| 20 czerwca 1965 | River Plate – Estudiantes La Plata 2:0 Mas, Cubilla                       |
| 20 czerwca 1965 | Chacarita Juniors – CA Platense 1:0 Leeb                                  |
| 20 czerwca 1965 | Gimnasia y Esgrima La Plata – Boca Juniors 1:1 Guagliardi – Corbatta      |
| 20 czerwca 1965 | Newell’s Old Boys – CA Huracán 1:2 Zucca – Zárate, Hornes                 |
| 20 czerwca 1965 | Club Atlético Lanús – Argentinos Juniors 1:1 De Mario – R.Pérez           |
| 20 czerwca 1965 | Racing Club de Avellaneda – Ferro Carril Oeste 1:1 J.J.Rodríguez – Marcos |

### Kolejka 14
| Data            | Mecz |
| --------------- | --- |
| 27 czerwca 1965 | CA Banfield – Racing Club de Avellaneda 2:0 Chaldú, Vázquez                                                   |
| 27 czerwca 1965 | Ferro Carril Oeste – Club Atlético Lanús 0:0                                                                  |
| 27 czerwca 1965 | Argentinos Juniors – Newell’s Old Boys 1:2 Malleo – Cardoso, Zucca                                            |
| 27 czerwca 1965 | CA Huracán – Gimnasia y Esgrima La Plata 0:1 Guagliardi                                                       |
| 27 czerwca 1965 | Boca Juniors – Chacarita Juniors 7:2 Pianetti, A.C.Rojas(2), A.Rojas(2), Rattín, González – Nardiello, Roldán |
| 27 czerwca 1965 | CA Platense – River Plate 1:2 Miranda – Lallana, Sarnari                                                      |
| 27 czerwca 1965 | Estudiantes La Plata – San Lorenzo de Almagro 2:2 Santiago, Flores – Rendo, Doval                             |
| 27 czerwca 1965 | Rosario Central – Atlanta Buenos Aires 1:2 Sasía – J.Fernández(2)                                             |
| 27 czerwca 1965 | Independiente – CA Vélez Sarsfield 0:1 Subiat mecz rozegrany został na stadionie klubu Racing                 |

### Kolejka 15
| Data         | Mecz |
| ------------ | --- |
| 4 lipca 1965 | Independiente – CA Banfield 2:1 M.Rodríguez, Arámbulo – Somma mecz rozegrany został na stadionie klubu Racing |
| 4 lipca 1965 | CA Vélez Sarsfield – Rosario Central 1:1 Carone – Palma                                                       |
| 4 lipca 1965 | Atlanta Buenos Aires – Estudiantes La Plata 2:1 Cheves s, J.Fernández – Madero                                |
| 4 lipca 1965 | San Lorenzo de Almagro – CA Platense 2:0 Doval(2)                                                             |
| 4 lipca 1965 | River Plate – Boca Juniors 1:2 Cubilla – Ayres Moraes, Pianetti                                               |
| 4 lipca 1965 | Chacarita Juniors – CA Huracán 1:3 Roldán – Zárate(3)                                                         |
| 4 lipca 1965 | Gimnasia y Esgrima La Plata – Argentinos Juniors 2:1 Restivo, Guagliardi – R.Pérez                            |
| 4 lipca 1965 | Newell’s Old Boys – Ferro Carril Oeste 0:0                                                                    |
| 4 lipca 1965 | Club Atlético Lanús – Racing Club de Avellaneda 1:0 Iglesias                                                  |

### Kolejka 16
| Data          | Mecz                                                                                           |
| ------------- | ---------------------------------------------------------------------------------------------- |
| 9 lipca 1965  | CA Banfield – Club Atlético Lanús 4:2 Maidana, Zárate, Bayo, San Lorenzo – Acosta, De Mario    |
| 9 lipca 1965  | CA Huracán – River Plate 0:2 Mas, Onega                                                        |
| 11 lipca 1965 | Racing Club de Avellaneda – Newell’s Old Boys 0:0                                              |
| 11 lipca 1965 | Ferro Carril Oeste – Gimnasia y Esgrima La Plata 5:1 Pastorini(2), Ribaudo(2), Berón – Ciaccia |
| 11 lipca 1965 | Argentinos Juniors – Chacarita Juniors 2:1 Ramos, R.Pérez – Biaggio                            |
| 11 lipca 1965 | Boca Juniors – San Lorenzo de Almagro 0:1 Doval                                                |
| 11 lipca 1965 | CA Platense – Atlanta Buenos Aires 1:1 Miranda – J.Fernández                                   |
| 11 lipca 1965 | Estudiantes La Plata – CA Vélez Sarsfield 1:0 Santiago                                         |
| 11 lipca 1965 | Rosario Central – Independiente 1:1 Cortés – Savoy                                             |

### Kolejka 17
| Data                 | Mecz                                                                                       |
| -------------------- | ------------------------------------------------------------------------------------------ |
| 18 lipca 1965        | Atlanta Buenos Aires – Boca Juniors 0:1 Sacchi                                             |
| 18 lipca 1965        | River Plate – Argentinos Juniors 2:1 Mas, Sarnari – Malleo                                 |
| 18 lipca 1965        | Gimnasia y Esgrima La Plata – Racing Club de Avellaneda 2:1 Guagliardi, Restivo – Castillo |
| 18 lipca 1965        | Newell’s Old Boys – Club Atlético Lanús 2:1 Vizzo, Zucca – De Mario                        |
| 5 września 1965      | Chacarita Juniors – Ferro Carril Oeste 2:2 Rabbito, Ińigo – Pastorini, Ribaudo             |
| 5 września 1965      | CA Huracán – San Lorenzo de Almagro 0:1 Santamaría                                         |
| 5 września 1965      | CA Banfield – Rosario Central 0:0                                                          |
| 5 września 1965      | CA Vélez Sarsfield – CA Platense 2:0 Carone(2)                                             |
| 20 października 1965 | Independiente – Estudiantes La Plata 0:0                                                   |

### Kolejka 18
| Data              | Mecz |
| ----------------- | --- |
| 12 września 1965  | CA Banfield – Newell’s Old Boys 0:0                                                                             |
| 12 września 1965  | Gimnasia y Esgrima La Plata – Club Atlético Lanús 1:1 Ciaccia – Cabrero                                         |
| 12 września 1965  | Chacarita Juniors – Racing Club de Avellaneda 0:0                                                               |
| 12 września 1965  | River Plate – Ferro Carril Oeste 1:3 Onega – Ribaudo, Leonardi, Pastorini                                       |
| 12 września 1965  | San Lorenzo de Almagro – Argentinos Juniors 1:1 Doval – Ulrich mecz rozegrany został na stadionie klubu Huracán |
| 12 września 1965  | Atlanta Buenos Aires – CA Huracán 1:1 Punturero – Arias                                                         |
| 12 września 1965  | CA Vélez Sarsfield – Boca Juniors 0:2 Menéndez, A.Rojas                                                         |
| 12 września 1965  | Rosario Central – Estudiantes La Plata 1:2 Juárez – Flores, Conigliaro                                          |
| 17 listopada 1965 | Independiente – CA Platense 0:0                                                                                 |

### Kolejka 19
| Data             | Mecz                                                                                        |
| ---------------- | ------------------------------------------------------------------------------------------- |
| 19 września 1965 | Estudiantes La Plata – CA Banfield 0:0                                                      |
| 19 września 1965 | CA Platense – Rosario Central 4:1 Garro(2), Ruiz, Miranda – Canseco                         |
| 19 września 1965 | Boca Juniors – Independiente 1:0 Menéndez                                                   |
| 19 września 1965 | CA Huracán – CA Vélez Sarsfield 0:2 O.Fernández, Carone                                     |
| 19 września 1965 | Argentinos Juniors – Atlanta Buenos Aires 1:2 R.Pérez – Domínguez, Zarich                   |
| 19 września 1965 | Ferro Carril Oeste – San Lorenzo de Almagro 2:3 Marcos, Pastorini – Páez, Di Gioia s, Veira |
| 19 września 1965 | Racing Club de Avellaneda – River Plate 3:1 Castillo, J.J.Rodríguez(2) – Artime             |
| 19 września 1965 | Club Atlético Lanús – Chacarita Juniors 1:1 Acosta – Roldán                                 |
| 19 września 1965 | Newell’s Old Boys – Gimnasia y Esgrima La Plata 0:3 Guagliardi(2), O.González               |

### Kolejka 20
| Data             | Mecz                                                                      |
| ---------------- | ------------------------------------------------------------------------- |
| 26 września 1965 | CA Banfield – Gimnasia y Esgrima La Plata 0:0                             |
| 26 września 1965 | Chacarita Juniors – Newell’s Old Boys 2:2 Confesor(2) – Cardoso, Zucca    |
| 26 września 1965 | River Plate – Club Atlético Lanús 1:0 Mas                                 |
| 26 września 1965 | San Lorenzo de Almagro – Racing Club de Avellaneda 2:0 Carotti, Doval     |
| 26 września 1965 | Atlanta Buenos Aires – Ferro Carril Oeste 1:0 Luna                        |
| 26 września 1965 | CA Vélez Sarsfield – Argentinos Juniors 4:0 Willington, Carone, Subiat(2) |
| 26 września 1965 | Independiente – CA Huracán 1:2 Mori – Zárate(2)                           |
| 26 września 1965 | Rosario Central – Boca Juniors 2:2 Borgogno, Bielli – Menotti, A.Rojas    |
| 26 września 1965 | Estudiantes La Plata – CA Platense 1:1 Conigliaro – Garro                 |

### Kolejka 21
| Data                | Mecz                                                                                    |
| ------------------- | --------------------------------------------------------------------------------------- |
| 3 października 1965 | CA Platense – CA Banfield 0:0                                                           |
| 3 października 1965 | Boca Juniors – Estudiantes La Plata 2:1 Menéndez, Pianetti – Bilardo                    |
| 3 października 1965 | CA Huracán – Rosario Central 0:3 Borgogno(2), Manfredi                                  |
| 3 października 1965 | Argentinos Juniors – Independiente 0:0 mecz rozegrany został na stadionie klubu Atlanta |
| 3 października 1965 | Ferro Carril Oeste – CA Vélez Sarsfield 0:0                                             |
| 3 października 1965 | Racing Club de Avellaneda – Atlanta Buenos Aires 1:1 Castillo – Villegas                |
| 3 października 1965 | Club Atlético Lanús – San Lorenzo de Almagro 1:0 Parenti                                |
| 3 października 1965 | Newell’s Old Boys – River Plate 1:1 Ferrero – Lallana                                   |
| 3 października 1965 | Gimnasia y Esgrima La Plata – Chacarita Juniors 1:1 Guagliardi – Leeb                   |

### Kolejka 22
| Data                 | Mecz                                                                              |
| -------------------- | --------------------------------------------------------------------------------- |
| 7 października 1965  | Atlanta Buenos Aires – Club Atlético Lanús 1:2 Punturero – Parenti, Acosta        |
| 10 października 1965 | CA Banfield – Chacarita Juniors 1:0 Raffo                                         |
| 10 października 1965 | River Plate – Gimnasia y Esgrima La Plata 3:0 Mas(3)                              |
| 10 października 1965 | San Lorenzo de Almagro – Newell’s Old Boys 4:1 Veira, Casa, Albretch(2) – Cardoso |
| 10 października 1965 | CA Vélez Sarsfield – Racing Club de Avellaneda 1:1 Willington – Pastoriza         |
| 10 października 1965 | Independiente – Ferro Carril Oeste 1:2 M.Rodríguez – Garabal, Pastorini           |
| 10 października 1965 | Rosario Central – Argentinos Juniors 0:0                                          |
| 10 października 1965 | Estudiantes La Plata – CA Huracán 3:1 Flores(2), Verón – Zárate                   |
| 10 października 1965 | CA Platense – Boca Juniors 3:1 Gennoni(2), Garro – A.Rojas                        |

### Kolejka 23
| Data                 | Mecz                                                                   |
| -------------------- | ---------------------------------------------------------------------- |
| 17 października 1965 | Boca Juniors – CA Banfield 1:0 Pianetti                                |
| 17 października 1965 | CA Huracán – CA Platense 0:1 Miranda                                   |
| 17 października 1965 | Argentinos Juniors – Estudiantes La Plata 2:0 R.Pérez, Ulrich          |
| 17 października 1965 | Ferro Carril Oeste – Rosario Central 0:2 Sasía, Bielli                 |
| 17 października 1965 | Racing Club de Avellaneda – Independiente 2:0 Pentrelli, J.J.Rodríguez |
| 17 października 1965 | Club Atlético Lanús – CA Vélez Sarsfield 0:0                           |
| 17 października 1965 | Newell’s Old Boys – Atlanta Buenos Aires 1:0 Ferrero                   |
| 17 października 1965 | Gimnasia y Esgrima La Plata – San Lorenzo de Almagro 1:0 Guagliardi    |
| 17 października 1965 | Chacarita Juniors – River Plate 0:1 Lallana                            |

### Kolejka 24
| Data                 | Mecz                                                                           |
| -------------------- | ------------------------------------------------------------------------------ |
| 24 października 1965 | CA Banfield – River Plate 2:1 Raffo(2) – Lallana                               |
| 24 października 1965 | San Lorenzo de Almagro – Chacarita Juniors 0:2 Juvatti, Leeb                   |
| 24 października 1965 | Atlanta Buenos Aires – Gimnasia y Esgrima La Plata 3:0 J.Fernández(2), Griguol |
| 24 października 1965 | CA Vélez Sarsfield – Newell’s Old Boys 2:0 Curia(2)                            |
| 24 października 1965 | Independiente – Club Atlético Lanús 3:0 M.Rodríguez, Esclavo, R.Fernández      |
| 24 października 1965 | Rosario Central – Racing Club de Avellaneda 1:1 Giménez – Martinoli            |
| 24 października 1965 | Estudiantes La Plata – Ferro Carril Oeste 1:1 Bilardo – Ribaudo                |
| 24 października 1965 | CA Platense – Argentinos Juniors 0:2 R.Pérez, Ulrich                           |
| 24 października 1965 | Boca Juniors – CA Huracán 1:1 A.C.Rojas – Zárate                               |

### Kolejka 25
| Data                 | Mecz                                                                                           |
| -------------------- | ---------------------------------------------------------------------------------------------- |
| 27 października 1965 | Newell’s Old Boys – Independiente 1:0 Aguirre                                                  |
| 31 października 1965 | CA Huracán – CA Banfield 2:0 Gómez, Arrigó                                                     |
| 31 października 1965 | Argentinos Juniors – Boca Juniors 0:1 A.Rojas mecz rozegrany został na stadionie klubu Atlanta |
| 31 października 1965 | Ferro Carril Oeste – CA Platense 1:1 Topini s – Garro                                          |
| 31 października 1965 | Racing Club de Avellaneda – Estudiantes La Plata 1:0 Cárdenas                                  |
| 31 października 1965 | Club Atlético Lanús – Rosario Central 0:1 Manfredi                                             |
| 31 października 1965 | Gimnasia y Esgrima La Plata – CA Vélez Sarsfield 1:1 Restivo – A.González                      |
| 31 października 1965 | Chacarita Juniors – Atlanta Buenos Aires 1:1 Rambert – J.Fernández                             |
| 31 października 1965 | River Plate – San Lorenzo de Almagro 1:0 Lallana                                               |

### Kolejka 26
| Data             | Mecz                                                                    |
| ---------------- | ----------------------------------------------------------------------- |
| 6 listopada 1965 | Estudiantes La Plata – Club Atlético Lanús 2:1 Bedogni, Verón – Acosta  |
| 7 listopada 1965 | CA Banfield – San Lorenzo de Almagro 0:0                                |
| 7 listopada 1965 | Atlanta Buenos Aires – River Plate 0:1 Vasallo s                        |
| 7 listopada 1965 | CA Vélez Sarsfield – Chacarita Juniors 2:0 Carone, Curia                |
| 7 listopada 1965 | Independiente – Gimnasia y Esgrima La Plata 2:0 Savoy, Mircoli          |
| 7 listopada 1965 | Rosario Central – Newell’s Old Boys 0:1 Cardoso                         |
| 7 listopada 1965 | CA Platense – Racing Club de Avellaneda 0:0                             |
| 7 listopada 1965 | Boca Juniors – Ferro Carril Oeste 1:0 González                          |
| 7 listopada 1965 | CA Huracán – Argentinos Juniors 4:1 T.Gómez, Zárate(2), Loayza – Ulrich |

### Kolejka 27
| Data              | Mecz                                                                                                   |
| ----------------- | --- |
| 10 listopada 1965 | Newell’s Old Boys – Estudiantes La Plata 2:0 Cardoso(2)                                                |
| 10 listopada 1965 | Chacarita Juniors – Independiente 2:0 Juvatti, Roldán mecz rozegrany został na stadionie klubu Atlanta |
| 11 listopada 1965 | Argentinos Juniors – CA Banfield 1:0 Puppo                                                             |
| 11 listopada 1965 | Ferro Carril Oeste – CA Huracán 0:0                                                                    |
| 11 listopada 1965 | Racing Club de Avellaneda – Boca Juniors 0:0                                                           |
| 11 listopada 1965 | Club Atlético Lanús – CA Platense 1:4 Parenti – Guzmán(2), Garro, Yudica                               |
| 11 listopada 1965 | Gimnasia y Esgrima La Plata – Rosario Central 1:1 Guagliardi – Bielli                                  |
| 11 listopada 1965 | River Plate – CA Vélez Sarsfield 1:0 Lallana                                                           |
| 11 listopada 1965 | San Lorenzo de Almagro – Atlanta Buenos Aires 0:0                                                      |

### Kolejka 28
| Data              | Mecz                                                                                     |
| ----------------- | ---------------------------------------------------------------------------------------- |
| 13 listopada 1965 | Estudiantes La Plata – Gimnasia y Esgrima La Plata 3:1 Bilardo, Bedogni, Verón – Restivo |
| 14 listopada 1965 | CA Banfield – Atlanta Buenos Aires 3:1 Zárate(2), Vázquez – Punturero                    |
| 14 listopada 1965 | CA Vélez Sarsfield – San Lorenzo de Almagro 3:2 Carone, Willington(2) – Albretch(2)      |
| 14 listopada 1965 | Independiente – River Plate 0:2 Mas, Onega                                               |
| 14 listopada 1965 | Rosario Central – Chacarita Juniors 3:1 Manfredi, Borgogno(2) – Leeb                     |
| 14 listopada 1965 | CA Platense – Newell’s Old Boys 1:0 Oliveri                                              |
| 14 listopada 1965 | Boca Juniors – Club Atlético Lanús 5:0 A.C.Rojas(2), A.Rojas(2), Menéndez                |
| 14 listopada 1965 | CA Huracán – Racing Club de Avellaneda 0:2 Pastoriza, Martinoli                          |
| 14 listopada 1965 | Argentinos Juniors – Ferro Carril Oeste 2:3 Cominelli(2) – Garabal, Berón(2)             |

### Kolejka 29
| Data              | Mecz |
| ----------------- | --- |
| 19 listopada 1965 | Chacarita Juniors – Estudiantes La Plata 1:2 Rambert – Madero, Flores mecz rozegrany został na stadionie klubu Atlanta |
| 21 listopada 1965 | Ferro Carril Oeste – CA Banfield 2:2 Berón(2) – Raffo, Zárate                                                          |
| 21 listopada 1965 | Racing Club de Avellaneda – Argentinos Juniors 2:1 J.J.Rodríguez, Martinoli – Luraschi                                 |
| 21 listopada 1965 | Club Atlético Lanús – CA Huracán 0:0                                                                                   |
| 21 listopada 1965 | Newell’s Old Boys – Boca Juniors 1:2 Ferrero – A.C.Rojas, A.Rojas                                                      |
| 21 listopada 1965 | Gimnasia y Esgrima La Plata – CA Platense 0:2 Marchesse, Guzmán                                                        |
| 21 listopada 1965 | River Plate – Rosario Central 1:1 Onega – Borgogno                                                                     |
| 21 listopada 1965 | San Lorenzo de Almagro – Independiente 2:0 Telch, Veira                                                                |
| 21 listopada 1965 | Atlanta Buenos Aires – CA Vélez Sarsfield 4:1 Punturero, Griguol, Zarich, J.Fernández – Willington                     |

### Kolejka 30
| Data              | Mecz                                                                                              |
| ----------------- | ------------------------------------------------------------------------------------------------- |
| 26 listopada 1965 | Rosario Central – San Lorenzo de Almagro 0:1 Albretch                                             |
| 28 listopada 1965 | CA Banfield – CA Vélez Sarsfield 1:1 Raffo – Willington                                           |
| 28 listopada 1965 | Independiente – Atlanta Buenos Aires 2:1 Suárez, M.Rodríguez – Griguol                            |
| 28 listopada 1965 | Estudiantes La Plata – River Plate 0:0                                                            |
| 28 listopada 1965 | CA Platense – Chacarita Juniors 4:0 Guzmán(2), Marchesse, Garro                                   |
| 28 listopada 1965 | Boca Juniors – Gimnasia y Esgrima La Plata 2:0 A.Rojas(2)                                         |
| 28 listopada 1965 | CA Huracán – Newell’s Old Boys 4:2 Poncio, Zárate(2), T.Gómez – Zucca(2)                          |
| 28 listopada 1965 | Argentinos Juniors – Club Atlético Lanús 2:5 Malleo, Luraschi – Paz, Parenti(2), De Mario, Acosta |
| 28 listopada 1965 | Ferro Carril Oeste – Racing Club de Avellaneda 1:1 Pastorini – J.J.Rodríguez                      |

### Kolejka 31
| Data           | Mecz                                                                        |
| -------------- | --------------------------------------------------------------------------- |
| 2 grudnia 1965 | Atlanta Buenos Aires – Rosario Central 0:0                                  |
| 3 grudnia 1965 | Newell’s Old Boys – Argentinos Juniors 0:0                                  |
| 4 grudnia 1965 | Racing Club de Avellaneda – CA Banfield 2:0 Cárdenas, Pentrelli             |
| 4 grudnia 1965 | Club Atlético Lanús – Ferro Carril Oeste 1:0 Iglesias                       |
| 4 grudnia 1965 | Gimnasia y Esgrima La Plata – CA Huracán 1:2 Guagliardi – Zárate, Cabaleiro |
| 4 grudnia 1965 | Chacarita Juniors – Boca Juniors 0:1 A.C.Rojas                              |
| 4 grudnia 1965 | River Plate – CA Platense 2:0 Onega, Mas                                    |
| 4 grudnia 1965 | San Lorenzo de Almagro – Estudiantes La Plata 1:2 Areán – Flores, Verón     |
| 4 grudnia 1965 | CA Vélez Sarsfield – Independiente 0:1 M.Rodríguez                          |

### Kolejka 32
| Data           | Mecz |
| -------------- | --- |
| 7 grudnia 1965 | Estudiantes La Plata – Atlanta Buenos Aires 0:1 Luna                                                                   |
| 8 grudnia 1965 | CA Banfield – Independiente 0:0                                                                                        |
| 8 grudnia 1965 | Rosario Central – CA Vélez Sarsfield 1:1 Sasía – Willington mecz rozegrany został na stadionie klubu Newell's Old Boys |
| 8 grudnia 1965 | CA Platense – San Lorenzo de Almagro 2:1 Guzmán, Schneider – Rendo                                                     |
| 8 grudnia 1965 | Boca Juniors – River Plate 2:1 Pianetti, Menéndez – Artime                                                             |
| 8 grudnia 1965 | CA Huracán – Chacarita Juniors 2:2 Cabaleiro, Viberti – Leeb, Nardiello                                                |
| 8 grudnia 1965 | Argentinos Juniors – Gimnasia y Esgrima La Plata 3:0 Ulrich(2), Luraschi                                               |
| 8 grudnia 1965 | Ferro Carril Oeste – Newell’s Old Boys 1:2 Garabal – Ferrero, Aguirre                                                  |
| 8 grudnia 1965 | Racing Club de Avellaneda – Club Atlético Lanús 4:2 J.J.Rodríguez(2), Perfumo, Cárdenas – De Mario, Acosta             |

### Kolejka 33
| Data            | Mecz                                                                                 |
| --------------- | ------------------------------------------------------------------------------------ |
| 10 grudnia 1965 | Atlanta Buenos Aires – CA Platense 0:2 Garro, Marchesse                              |
| 11 grudnia 1965 | Newell’s Old Boys – Racing Club de Avellaneda 0:0                                    |
| 12 grudnia 1965 | Club Atlético Lanús – CA Banfield 1:0 Parenti                                        |
| 12 grudnia 1965 | Gimnasia y Esgrima La Plata – Ferro Carril Oeste 1:2 Trebucq – R.Fernández(2)        |
| 12 grudnia 1965 | Chacarita Juniors – Argentinos Juniors 0:2 Cominelli, Ocańo                          |
| 12 grudnia 1965 | River Plate – CA Huracán 4:0 Lallana, Mas(2), Onega                                  |
| 12 grudnia 1965 | San Lorenzo de Almagro – Boca Juniors 1:1 Casa – A.Rojas                             |
| 12 grudnia 1965 | CA Vélez Sarsfield – Estudiantes La Plata 0:1 Bilardo                                |
| 12 grudnia 1965 | Independiente – Rosario Central 4:2 M.Rodríguez(2), Avallay, Suárez – Giménez, Sasía |

### Kolejka 34
| Data            | Mecz |
| --------------- | --- |
| 14 grudnia 1965 | Estudiantes La Plata – Independiente 1:1 Cheves – Savoy |
| 15 grudnia 1965 | Ferro Carril Oeste – Chacarita Juniors 2:1 R.Fernández, Ribaudo – Rabbito mecz rozegrany został na stadionie klubu Atlanta |
| 19 grudnia 1965 | Rosario Central – CA Banfield 0:0 |
| 19 grudnia 1965 | CA Platense – CA Vélez Sarsfield 0:1 Gallo |
| 19 grudnia 1965 | Boca Juniors – Atlanta Buenos Aires 3:1 Sędzia: Coerezza. Bramki: Pianetti(2), A.C.Rojas – Zárate Club Atlético Boca Juniors: Roma – Silvero, Marzolini, Simeone, Rattín, Silveira, Pianetti, A.C.Rojas, A.Rojas, Menéndez, González. Club Atlético Atlanta: Biasutto – Clariá, Rico, Vasallo, Griguol, Andrade, Domínguez, Zarich, Zárate, Punturero, Villegas. |
| 19 grudnia 1965 | San Lorenzo de Almagro – CA Huracán 4:2 Fischer(2), Doval, Casa – Gramari s, T.Gómez |
| 19 grudnia 1965 | Argentinos Juniors – River Plate 0:1 Mas mecz rozegrany został na stadionie klubu Atlanta |
| 19 grudnia 1965 | Racing Club de Avellaneda – Gimnasia y Esgrima La Plata 3:1 Pentrelli, Cárdenas, Martinoli – Spedaletti |
| 19 grudnia 1965 | Club Atlético Lanús – Newell’s Old Boys 0:0 |

### Końcowa tabela sezonu 1965
| Poz | Klub                        | Mecze | Zw | Rem | Por | Pkt | BrZd | BrStr |
| --- | --------------------------- | ----- | -- | --- | --- | --- | ---- | ----- |
| 1   | Boca Juniors                | 34    | 19 | 12  | 3   | 50  | 55   | 30    |
| 2   | River Plate                 | 34    | 22 | 5   | 7   | 49  | 55   | 24    |
| 3   | CA Vélez Sarsfield          | 34    | 14 | 12  | 8   | 40  | 48   | 32    |
| 4   | Ferro Carril Oeste          | 34    | 11 | 15  | 8   | 37  | 41   | 33    |
| 5   | Racing Club de Avellaneda   | 34    | 10 | 16  | 8   | 36  | 39   | 35    |
| 6   | Estudiantes La Plata        | 34    | 13 | 10  | 11  | 36  | 41   | 39    |
| 7   | CA Platense                 | 34    | 12 | 11  | 11  | 35  | 37   | 30    |
| 8   | San Lorenzo de Almagro      | 34    | 12 | 10  | 12  | 34  | 41   | 35    |
| 9   | CA Banfield                 | 34    | 11 | 12  | 11  | 34  | 34   | 32    |
| 10  | Rosario Central             | 34    | 9  | 14  | 11  | 32  | 37   | 39    |
| 11  | Newell’s Old Boys           | 34    | 9  | 14  | 11  | 32  | 29   | 40    |
| 12  | Independiente               | 34    | 8  | 15  | 11  | 31  | 30   | 31    |
| 13  | CA Huracán                  | 34    | 11 | 9   | 14  | 31  | 45   | 54    |
| 14  | Atlanta Buenos Aires        | 34    | 9  | 11  | 14  | 29  | 33   | 42    |
| 15  | Club Atlético Lanús         | 34    | 9  | 11  | 14  | 29  | 31   | 43    |
| 16  | Argentinos Juniors          | 34    | 10 | 8   | 16  | 28  | 41   | 51    |
| 17  | Gimnasia y Esgrima La Plata | 34    | 9  | 7   | 18  | 25  | 31   | 57    |
| 18  | Chacarita Juniors           | 34    | 5  | 14  | 15  | 24  | 32   | 53    |

### Klasyfikacja strzelców bramek 1965
| Gole | Piłkarz        | Klub                 |
| ---- | -------------- | -------------------- |
| 19   | Juan Carone    | CA Vélez Sarsfield   |
| 18   | Eladio Zárate  | CA Huracán           |
| 17   | Alfredo Rojas  | Boca Juniors         |
| 16   | Oscar Más      | River Plate          |
| 14   | Eduardo Flores | Estudiantes La Plata |
| 14   | Juan Lallana   | River Plate          |